# 린다 데이 조지

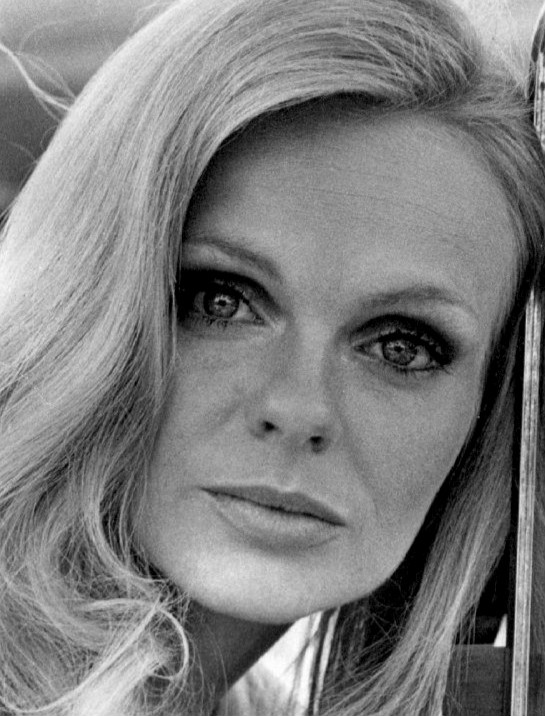

린다 데이 조지(Lynda Day George, 1944년 12월 11일 ~ )는 미국의 배우이다.

## 출연 작품
- Mortuary (1982)
- 영 워리어스 (1983년)
- 더 정크맨 (1982년)
- 피세스 (1982년)
- 비욘드 이블 (1980년)
- 네모 선장 (1978년)
- 야망의 계절 (1976년)
- 악몽의 602편 (1976년)
- 이오지마의 영웅 (1961년)

### 텔레비전
- 매닉스 (1967)
- FBI (1967, 1968, 1970)
- 제5전선 (1971-73)
- 명탐정 바나비 존즈 (1973)
- 원더우먼 (1976)
- 뿌리 (1977)
- 꿈꾸는 낙원 (1978, 1980, 1981, 1984)
- 사랑의 유람선 (1978, 1979, 1982)
- 제시카의 추리극장 (1985)
- 돌아온 제5전선 (1989)